# Đĩa la-de

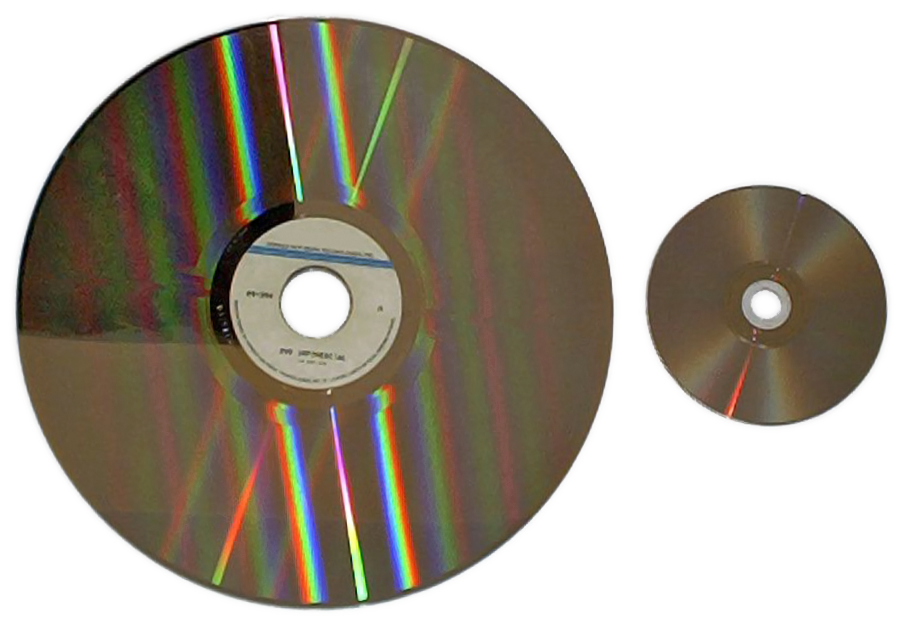
Một đĩa lade (bên trái) có kích thước khá lớn so với một đĩa CD hoặc DVD thông thường hiện nay (bên phải)

Đĩa Lade (Laser Disc hoặc viết tắt là: LD) là một loại đĩa quang được phát triển từ khá sớm, chúng có kích thước lớn hơn DVD và đầu tiên thường sử dụng cho việc xem phim tại gia đình.

## Lịch sử phát triển
Công nghệ đĩa lade ngày nay sử dụng trên các đĩa trong suốt được David Paul Gregg phát minh năm 1958 (bằng phát minh năm 1961 và 1969). Năm 1969 hãng Philips đã có các phát triển về việc ghi video lên các đĩa quang trong suốt dựa trên sự phản chiếu của tia lade mà kết quả là năm 1972 chúng lần đầu tiên được công khai trình diễn. Ngày 15/12/1978 lần đầu tiên đĩa lade được bán ra thị trường tại Alantic. 

Những năm sau đó, đĩa lade được sử dụng khá phổ biến: người ta ước tính rằng có khoảng gần 2% số gia đình tại Hoa Kỳ sử dụng đĩa lade vào năm 1998, và ở Nhật Bản thì có khoảng gần 10% số hộ gia đình đã sử dụng vào năm 1999.
Ngày nay đĩa lade không còn được sử dụng do các chuẩn đĩa quang mới có kích thước nhỏ gọn hơn chứa dung lượng lớn đã thay thế các đĩa lade cồng kềnh và gây nhiều bất tiện cho việc sản xuất cũng như lưu trữ này. Các loại đĩa DVD, Blu-ray với kích thước nhỏ hơn, sử dụng các công nghệ mới với mật độ siết chặt cao hơn đã hoàn toàn thay thế đĩa lade trên thị trường.

## Đặc tính kỹ thuật
- Kích thước: Đĩa lade dùng chứa video gia đình có kích thước đường kính vành ngoài 300 mm (khá lớn so với kích thước 120 mm của đĩa CD/DVD hiện nay).
- Dạng thức dữ liệu: Mặc dù về phương thức đọc và ghi dữ liệu đĩa LD khá giống với các loại đĩa CD, DVD, nhưng chất lượng âm thanh và video chứa trên đĩa LD thường cao hơn bởi chúng chứa âm thanh và video gần với dạng tương tự (analog), có nghĩa là chúng ít bị nén hoặc sử dụng dạng thức lấy mẫu như đa số các đĩa CD/DVD ngày nay (những đĩa LD đầu tiên xuất hiện vào năm 1978 đơn thuần chứa âm thanh dưới tín hiệu dạng tương tự).
- Các định dạng dựa theo tốc độ quay:
  - CAV (Constant Angular Velocity): Không thay đổi tốc độ góc: Loại này chứa khoảng 54.000 khung hình hoặc 30 phút âm thanh/video cho mỗi mặt đĩa.
  - CLV (Constant Linear Velocity): Không thay đổi vận tốc dài: Loại này chứa 60 phút âm thanh/video cho một mặt đĩa (hoặc 2 giờ cho một đĩa hai mặt).
  - CAA (Constant Angular Acceleration): Không thay đổi gia tốc góc. Loại cải tiến của CLV sau khi nhận thấy một số tạp âm khi phát âm thanh trên đĩa theo dạng tốc độ quay CLV. Các đĩa LD về sau này sử dụng nhiều định dạng kiểu CAA với các phiên bản CAA khác (thường ký hiệu CAA và hai con số chỉ số phút thời gian âm thanh phát được: Ví dụ CAA45 có thể phát âm thanh trong 45 phút 5 giây; loại CAA55, CAA65...cũng với số phút tương tự.

 Tư liệu liên quan tới Laserdisc tại Wikimedia Commons